# Orange County (tv-serie)
 For alternative betydninger, se Orange County. (Se også artikler, som begynder med Orange County)
Orange County, eller bare The O.C., er en amerikansk tv-serie om livet i Newport Beach, Californien, der havde premiere på den amerikanske tv-station FOX den 5. august 2003. Tv-serien blev promoveret i USA under overskriften: "It's nothing like where you live, and nothing like you imagine." Serien følger fire teenagere hhv. Marissa, Ryan, Seth, og Summer, samt en række bipersoner. Serien udspiller sig i det rige Newport Beach, og beskæftiger sig med kærlighed, intriger, humor og alt hvad der ellers hører sig til. Serien var (og er) et stort hit i USA såvel som i Danmark hvor den bliver sendt på Kanal 4. The O.C. er blevet rost for dens brug af ukommerciel musik. Flere nye bands har fået deres musik promoveret igennem serien. The O.C. hjalp FOX med at vinde de unge seere tilbage til kanalen, og stjernerne fra serien er blevet ekstremt eksponeret i diverse ungdoms- og modeblade. Serien er blevet rost af de amerikanske anmeldere, for at omhandle ømtålelige emner som homoseksualitet, stoffer og vold på en realistisk måde – uden at have den moraliserende bagtanke, der tidligere er set i lignende serier. 
Der er indspillet 4 sæsoner, og der er ikke flere på vej. Skuespillerne gad det ikke mere efter sæson 4 så alle løse ender bliver eftersigende bundet i sidste afsnit af sæson 4. 

## Seriens plot
Sæson 1 fokuserer på Ryan Atwoods ankomst til Newport Beach for at bo hos Sandy og Kirsten Cohen, som tager imod ham, efter at hans mor har sparket ham ud. Et hovedtema i den første sæson er det kulturchok, Ryan føler, når han tilpasser sig fra et liv med vold i hjemmet og fattigdom til at leve i et overfladisk højklassesamfund. Han bliver hurtigt venner og knytter sig til Seth Cohen, og begynder at have et romantisk forhold til Marissa Cooper. Selvom han kommer fra meget forskellige baggrunde, opdager Ryan hurtigt, at han beskæftiger sig med lignende problemer som sine nye jævnaldrende, såsom selvidentitetskonflikter og familiær fremmedgørelse. Forholdet mellem Ryan og Marissa blomstrer, når han støtter hende gennem hendes forældres skilsmisse. Som showet skrider frem, indtager Ryan en meget beskyttende rolle over Marissa, og viser, at Ryan er en meget mere stabil, kontrolleret person end oprindeligt portrætteret. Andre historielinjer omfatter Seths udvikling fra en venneløs enspænder til at have to romantiske muligheder i Summer og Anna, samt ankomsten af Oliver Trask, en urolig fyr, der bliver ven med Marissa under deres sammenfaldende terapisessioner, og Theresa Diaz, Ryans nære ven og tidligere kærlighed. interesse fra hans hjemby Chino. I mellemtiden kommer Sandy Cohen ofte i konflikt med Caleb Nichol, Kirstens far og en velhavende industrimand, der siges at "dybest set ejer Newport".
Anden sæson af The O.C. fortsætter med at følge de tumultariske romantiske forhold mellem Ryan og Marissa, Seth og Summer og Sandy og Kirsten. Josh Schwartz, showets skaber, udtalte, at i sæson 2 ville showet "ikke længere handle om Ryans fortid; nu kommer det til at handle om Ryans fremtid", og at denne sæson ville "sænke historiefortællingen en smule ... og udvikle karaktererne."[7] For eksempel følger historien tæt Ryan i hans avancerede fysiktime, hvor der skabes spændinger mellem ham og en anden elev, Lindsay, som formoder, at Ryan vil være ubrugelig som laboratoriepartner, som dermed forhindrer ham fra at bidrage til det arbejde, der skal afleveres. Ryans karakter begynder at vokse, da han står op mod Lindsay og overbeviser hende om at give ham lov til at bidrage, hvilket tvinger dem til at arbejde sammen for at fuldføre opgaven. De bliver senere involveret romantisk, hvilket skaber ekstreme komplikationer og relationelle skift blandt den nu "Cooper-Nichol"-familie. Bait Shop bliver en fremtrædende social destination for karaktererne. En række tilbagevendende karakterer introduceres, såsom D.J., Lindsay Gardner, Zach Stevens og Alex Kelly, som hovedpersonerne danner en række forhold med. Ryans bror, Trey Atwood, slipper ud af fængslet og truer med at bringe Ryans gamle liv ind i hans nye. Sandy og Kirsten står også over for nye konflikter efter at være drevet fra hinanden i løbet af sommeren. Sæson 2 slutter med, at Marissa skyder Trey, efter Ryan konfronterer ham for at have forsøgt at overfalde Marissa seksuelt.
Sæson 3 skaber mange dynamiske ændringer med hensyn til relationer og magt i karakterernes samfund. For det første bliver Marissa bortvist fra Havneskolen. Familien Cooper, der har få penge tilbage, er tvunget til at flytte ind i en trailerpark. Julie Cooper-Nichol, engang en af de rigeste piger i hele Newport, kæmper for at få mad på bordet til sine døtre. Marissas liv begynder at løbe ud af kontrol, da hun kæmper med alkohol- og stofmisbrug, samt håndterer tabet af sin nære ven Johnny. På samme måde konfronterer Kirsten sin alkoholafhængighed og forlader til sidst genoptræningen, for kun at støde på flere problemer, da hun begynder forretninger med en bedrager. De andre karakterer ser mod college, hvor Seth og Summer konkurrerer om en plads på Brown University. Sandys moralske kompas bliver sat i fare, da en tidligere kærlighedsinteresse finder vej tilbage til hans liv, og han overtager Calebs gamle stilling som leder af The Newport Group og forfølger et projekt for at etablere flere lavindkomstboliger i Newport. Ryan forsøger også at løse sine individuelle forhold til sin mor og med sin veninde Theresa Diaz. Han forfølger også ideen om en eftergymnasial uddannelse, med opmuntring fra både Sandy og Kirsten til at besøge Berkeley. Ryans liv bliver hurtigt sat på pause, da Ryan i sæson 3-finalen beslutter sig for at køre Marissa til lufthavnen, og de bliver kørt af vejen af Kevin Volchok, Marissas seneste kærlighedsaffære gik galt. I de sidste par minutter af episoden trækker Ryan Marissa ud af den brændende bil, kun for at se hende dø i hans arme.
Den fjerde og sidste sæson begynder fem måneder efter Marissas død i bilulykken. Ryan starter sæsonen i isolation som en knust, sørgende fyr, der søger hævn over Volchok. Med hjælp fra Julie er både hun og Ryan i stand til at spore Volchok i Mexico og overgive ham til føderale embedsmænd. Cohen-familiens fortsatte kærlighed og selskabet med den excentriske Taylor Townsend leder ham tilbage til lyset. I mellemtiden står Seth og Summer over for problemerne med et langdistanceforhold, da Summer tager afsted for at deltage kollegium. Den første halvdel af sæsonen fokuserer på karaktererne, der accepterer virkeligheden af Marissas død. Anden halvdel fokuserer på, at karaktererne "finder sig selv", mens de står over for utallige identitetskriser. Denne sidste sæson indeholder flere overraskelser, såsom en ny tilføjelse til Cohen-familien, et besøg i et alternativt univers, hvor Sandy bliver borgmester, og en naturkatastrofe, der efterlader Newport ødelagt.

## Seriens hovedroller
- Marissa Cooper – Mischa Barton (sæson 1,2 og 3)
- Ryan Atwood – Ben McKenzie (alle sæsoner)
- Seth Cohen – Adam Brody (alle sæsoner)
- Summer Roberts – Rachel Bilson (alle sæsoner)
- Sandy Cohen – Peter Gallagher (alle sæsoner)
- Kirsten Cohen – Kelly Rowan (alle sæsoner)
- Julie Cooper-Nichol – Melinda Clarke (alle sæsoner)
- Taylor Townsend – Autumn Reeser (sæson 3 og 4)

## Bemærkelsesværdige biroller gennem 1., 2. sæson og 3. sæson
- Caleb Nichol – Alan Dale (Kirstens far og Julies anden mand)
- Luke Ward – Chris Carmack (Marissas første kæreste)
- Jimmy Cooper – Tate Donovan (Marissas far og Julies første mand)
- Trey Atwood – Bradley Stryker (Er kun med i et par af de første afsnit)/ Logan Marshall-Green (Ryans storebror)
- Anna Stern – Samaire Armstrong (Seths Ven og Tidligere kæreste)
- Zach Stevens – Michael Cassidy (Summers kæreste og Seths ven/fjende)
- Haley Nichol – Amanda Righetti (Kirstens lillesøster)
- Kaitlin Cooper – Shailene Woodley (sæson 1) / Willa Holland (sæson 3-4) (Marissas lillesøster)
- Taylor Townsend – Autumn Reeser (Seths og Summers veninde/skolekammerat, lidt af en bitch i starten, får stor rolle i sæson 4)
- Johnny Harper – Ryan Donowho (Marissas ven/skolekammerat, som bliver RIGTIG forelsket i hende)
- Dennis "Chili" Childress – Johnny Lewis (Johnnys bedste ven og Marissas ven/skolekammerat)